# Pseudorobillarda agrostidis
Pseudorobillarda agrostidis är en svampart som först beskrevs av R. Sprague, och fick sitt nu gällande namn av Nag Raj, Morgan-Jones & W.B. Kendr. 1972. Pseudorobillarda agrostidis ingår i släktet Pseudorobillarda, divisionen sporsäcksvampar och riket svampar.   Inga underarter finns listade i Catalogue of Life.